# جدول مدال‌های المپیک زمستانی ۱۹۹۲
جدول مدال بازی‌های المپیک زمستانی ۱۹۹۲ فهرستی از مدال‌های کسب شده توسط ورزشکاران است که در طول برگزاری بازی‌های المپیک زمستانی سال ۱۹۹۲ میلادی که در آلبرت‌ویل فرانسه برگزار شد.

## جدول مدال‌ها
رتبه بندی این جدول توسط کمیته بین المللی المپیک (ioc) اعلام شده است.
      کشور میزبان (فرانسه)
| رتبه                    | کشور                      | طلا | نقره | برنز | مجموع |
| ۱                       | آلمان (GER)               | ۱۰  | ۱۰   | ۶    | ۲۶    |
| ۲                       | تیم متحد (EUN)            | ۹   | ۶    | ۸    | ۲۳    |
| ۳                       | نروژ (NOR)                | ۹   | ۶    | ۵    | ۲۰    |
| ۴                       | اتریش (AUT)               | ۶   | ۷    | ۸    | ۲۱    |
| ۵                       | ایالات متحده آمریکا (USA) | ۵   | ۴    | ۲    | ۱۱    |
| ۶                       | ایتالیا (ITA)             | ۴   | ۶    | ۴    | ۱۴    |
| ۷                       | فرانسه (FRA)              | ۳   | ۵    | ۱    | ۹     |
| ۸                       | فنلاند (FIN)              | ۳   | ۱    | ۳    | ۷     |
| ۹                       | کانادا (CAN)              | ۲   | ۳    | ۲    | ۷     |
| ۱۰                      | کره جنوبی (KOR)           | ۲   | ۱    | ۱    | ۴     |
| ۱۱                      | ژاپن (JPN)                | ۱   | ۲    | ۴    | ۷     |
| ۱۲                      | هلند (NED)                | ۱   | ۱    | ۲    | ۴     |
| ۱۳                      | سوئد (SWE)                | ۱   | ۰    | ۳    | ۴     |
| ۱۴                      | سوئیس (SUI)               | ۱   | ۰    | ۲    | ۳     |
| ۱۵                      | چین (CHN)                 | ۰   | ۳    | ۰    | ۳     |
| ۱۶                      | لوکزامبورگ (LUX)          | ۰   | ۲    | ۰    | ۲     |
| ۱۷                      | نیوزیلند (NZL)            | ۰   | ۱    | ۰    | ۱     |
| ۱۸                      | چکسلواکی (TCH)            | ۰   | ۰    | ۳    | ۳     |
| ۱۹                      | کره شمالی (PRK)           | ۰   | ۰    | ۱    | ۱     |
| ۱۹                      | اسپانیا (ESP)             | ۰   | ۰    | ۱    | ۱     |
| مجموع (۲۰ کمیته المپیک) | مجموع (۲۰ کمیته المپیک)   | ۵۷  | ۵۸   | ۵۶   | ۱۷۱   |